# Pongo de Mainique
El pongo de Mainique es una brecha de agua del río Urubamba en el Perú. Dentro del espacio de agua, el río está restringido a un ancho de 45 m. El pongo de Mainique tiene 3 km de largo. La elevación del río es de aproximadamente 450 m s. n. m. La altitud de los acantilados en ambos lados del río es de 1200 m.

## Descripción
Localizado en el límite de los distritos de Echarate y Megantoni en la provincia de La Convención del departamento del Cusco es el último paso a través de la Cordillera de Vilcabamba dividiendo el curso del río Urubamba en Alto Urubamba y Bajo Urubamba. Se le considera el paso más peligroso del río, aunque muchas embarcaciones lo navegan dependiendo de las condiciones estacionales.

## Ecoturismo
Es un punto de acceso a una de las mayores biodiversidades del planeta. De acuerdo a la Sociedad para la conservación de la Vida Silvestre (en inglés: Wildlife Conservation Society): "Las selvas tropicales de las tierras bajas y los bosques nubosos de media montaña en un radio de 8 km desde el pongo posiblemente componen el sitio más biológicamente diverso en la faz de la Tierra".

## Cinematografía
El pongo de Mainique en 1982 fue el escenario de filmación de la película Fitzcarraldo del productor alemán Werner Herzog, siendo protagonizado por el actor también alemán Klaus Kinski.